# Lindsay Merritt Inglis
Lindsay Merritt Inglis, novozelandski general in vojaški sodnik, * 1894, † 1966.